# Зорька (газета)
Газета «Зорька» — белорусская республиканская газета для детей и подростков, лауреат и дипломант национальных и международных конкурсов.

## История
Работа над изданием началась в конце 1944 года. Первые номера газеты вышли в январе 1945 года. Находилась редакция по адресу г. Минск, ул. Пушкина, 55.
Первым редактором газеты стала Анастасия Феоктистовна Мазурова. Она приехала в Минск вместе с тремя журналистами газеты «Пионерская правда», чтобы создать в Беларуси новое детское издание.
До марта 1945 года газета называлась «Пионер Белорусии» — по аналогии с уже существовавшим «Піянерам Беларусіі» (позже переименованным в «Раніцу»).
С самого начала сами дети принимали активно участие в создании газеты: публиковалось много заметок, написанных юными корреспондентами (сокращенно — юнкорами). Юные читатели делились своими школьными новостями, а также рассказывали о том, как целыми классами принимали посильное участие в восстановлении городов.
Начиная с 22 марта 1945 года газета «Пионер Белорусии» меняет название и становится «Зорькой». Под этим названием газета выходит и по сей день.
Учёба для белорусских детей после вынужденного перерыва из-за Великой Отечественной войны стала главной темой, и журналисты спешили туда, где бурлила созидательная жизнь. В декабре 1945 года со страниц «Зорьки» к читателям обратился Якуб Колас с призывом: «Половину учебного года вы уже закончили. Я знаю, это было трудно. Мы ещё не успели написать для вас хорошие и в достаточном количестве учебники. Лютый враг разорил наши школы. Но пусть вас эти трудности не смущают: с каждым днём мы преодолеваем их. А вы помните это и старайтесь хорошо учиться!..» Чтобы вселить уверенность в завтрашнем дне, вдохновить на учёбу и помощь взрослым, «Зорька» писала: «Пройдёт немного лет — и не узнаешь нашу страну: она станет намного богаче, прекраснее, чем была до войны».
Добрые начинания газеты каждый год увлекали новых и новых друзей. На старт позвала военно-патриотическая игра «Разведчики», прообраз современной «Зарницы», которую на «ура» принимают сегодняшние мальчишки — будущие защитники Отечества. После полёта в космос Юрия Гагарина пионерские дружины боролись за право носить имя героя-космонавта, участвовали в «зорьковском» проекте "Путешествие в 1981-й год на звездолёте «Мечта». В 1965 году на газетных страничках появились и по сей день существуют клубы «Олимпия» и спецвыпуск для младших школьников «Огонёк». Благодаря дружеским контактам редакции с болгарскими журналистами возник клуб «Мы — другари, мы — друзья». 400 тысяч экземпляров белорусской газеты ежемесячно отправлялись к зарубежным школьникам, изучающим русский и белорусский языки. В каких только общереспубликанских акциях не участвовали подписчики газеты! «Адрес заботы — дом, улица, двор», «Садам — пионерскую заботу», «Зонтик добра», «Пионерская плавка», «Береги лес!» — перечислять можно очень долго, все были по-своему интересны и важны.
Спартакиады, соревнования «Золотая шайба» и «Кожаный мяч», будущие звёздочки беговых дорожек и рингов, состоявшиеся спортсмены, физкультразминки и конкурсы попадали «в поле зрения» спортивных полос. «Зорька» совместно с литовской республиканской газетой «Пионер Литвы» устраивала матчи «Дружба» между юными белорусскими и литовскими шахматистами.
В преддверии московской Олимпиады-80 на «зорьковских» страницах появился конкурс-игра «Наш друг — спорт», а почётным главным судьёй избрали семикратного чемпиона мира, трёхкратного олимпийского чемпиона Александра Медведя. Увлечённым спортом читателям предлагались вопросы по истории олимпийского движения, о достижениях земляков-спортсменов, и, естественно, необходимо было самим организовывать и участвовать в спортландиях. Сегодня спортивная тема по-прежнему актуальна, в числе главных.
12 марта 1971 года при газете был создан уникальный батальон белорусских орлят. «Зорька» обратилась к читателям с призывом — разыскать двенадцати-шестнадцатилетних героев Великой Отечественной войны, которые наравне с отцами отважно сражались в воинских частях на фронте, громили ненавистного врага с партизанами и подпольщиками. И письма-донесения полетели в редакцию со всех уголков Беларуси, из союзных республик. Под рубрикой «Рассказываем об орлятах Великой Отечественной» печатались фотографии героев, архивные документы, воспоминания о боевых подвигах и военных буднях.

## «Зорька» сегодня
При «Зорьке» действуют очная и заочная школы юных корреспондентов, юных фотокорреспондентов, юных блогеров. Школьники по-прежнему помогают делать газету — о детях и для детей. Часто проводятся пресс-конференции для детей, когда ребята как журналисты могут пообщаться с известными людьми. Наравне со взрослыми журналистами юнкоры газеты принимают активное участие в самых интересных мероприятиях: например, в детском «Евровидении». Традиционно детский пресс-центр «Зорьки» работает во время проведения Международного фестиваля искусств «Славянский базар в Витебске» Несколько лет подряд на базе музея-усадьбы И. Е. Репина «Здавнёво» проводился белорусско-российский пленэр юных художников.
«Зорька» — газета, которая побывала на Южном полюсе. В 2012 году Алексей Александрович Гайдашов, руководитель Белорусской антарктической экспедиции взял с собой в Антарктиду несколько номеров «Зорьки». Читатели газеты также передавали белорусским полярникам рисунки, которые украсили станцию.
В 2018 году появилась страница в Instagram, которую ведёт той-блогер кукла Зорюшка.
В 2019 году при редакции начала работать школа YouTube-блогера: видео школьников появляются на канале Газета Зорька.
Четырежды «Зорька» становилась победителем Национального конкурса печатных СМИ «Золотая литера» как лучшее издание для детей.
Газету «Зорька» можно читать в электронном виде, оформить подписку на электронную версию, также читать весь архив.